# Ruy Coelho
Ruy Coelho (ur. 3 marca 1891 w Alcácer do Sal, zm. 5 maja 1986 w Lizbonie) – portugalski kompozytor i pianista oraz krytyk muzyczny.

## Życiorys
Ukończył konserwatorium w Lizbonie, gdzie uczył się gry na fortepianie u Alexandre Reya Colaço oraz kompozycji u Eduardo Costy Ferreiry i Tomaza Borby. W latach 1909–1914 studiował w Berlinie u Engelberta Humperdincka, Maxa Brucha i Arnolda Schönberga. Następnie wyjechał do Paryża, gdzie kontynuował edukację u Paula Vidala. Po powrocie do Portugalii pisywał jako krytyk muzyczny do czasopism Diário de Notícias i Diário da Manhã, prowadząc jednocześnie działalność jako kompozytor i dyrygent. Za operę Belkiss otrzymał I nagrodę na konkursie międzynarodowym w Madrycie w 1924 roku. Od 1942 roku członek Gabinete de Estudos Musicais da Emissora Nacional. W 1968 roku został uhonorowany nagrodą narodową w dziedzinie sztuki, przyznawaną przez Secretariado Nacional de Informação. Komandor Orderu Świętego Jakuba od Miecza (1965).

## Twórczość
Tworzył w konwencji romantycznej, z rzadka jedynie sięgając po atonalność i politonalność. Obficie czerpał z elementów rodzimego folkloru muzycznego. Uprawiał różne gatunki muzyczne, najbardziej zasłynął jednak jako twórca nowoczesnej opery portugalskiej. Napisał ponad 20 oper, ponadto tworzył balety, muzykę wokalną (Canções de saudade e amor na głos solowy i fortepian 1917, oratorium Fatima 1931, 6 canções populares portuguesas na głos i orkiestrę 1949), muzykę orkiestrową (5 Sinfonias camoneanas 1912–1957, 4 Suites portuguesas 1925–1956, 2 koncerty fortepianowe 1909 i 1948) oraz muzykę kameralną (2 sonaty skrzypcowe 1910 i 1923).